# Marathon van Wenen 2002
De marathon van Wenen 2002 vond plaats op zondag 26 mei 2002 in Wenen. Het was de negentiende editie van deze marathon.
Bij de mannen won Moses Tanui uit Kenia in 2:10.25. Bij de vrouwen was het de Oekraïense Ludmilla Pushkina die met de hoogste eer ging strijken. Zij had op de finish ruim een halve minuut voorsprong op de Keniaanse Jackline Jerotich. De Oostenrijkse Dagmar Rabensteiner, die derde werd in 2:35.42, verbeterde met haar tijd het nationale record.

## Wedstrijd
Mannen
| rang   | naam             | land | tijd    |
| ------ | ---------------- | ---- | ------- |
| Goud   | Moses Tanui      | KEN  | 2:10.25 |
| Zilver | Boaz Kimayo      | KEN  | 2:10.35 |
| Brons  | Rutto Barnabus   | KEN  | 2:10.53 |
| 4      | Joseph Ngolepus  | KEN  | 2:13.18 |
| 5      | Abraham Limo     | KEN  | 2:13.38 |
| 6      | Gideon Talam     | KEN  | 2:14.47 |
| 7      | Mohammed Erraoui | MAR  | 2:14.52 |
| 8      | Dmitri Kapitonov | RUS  | 2:15.44 |
| 9      | Erpassa Lami     | ETH  | 2:15.45 |
| 10     | Mykola Antonenko | UKR  | 2:16.41 |

Vrouwen
| rang   | naam                | land | tijd    |
| ------ | ------------------- | ---- | ------- |
| Goud   | Ludmilla Pushkina   | UKR  | 2:32.03 |
| Zilver | Jackline Jerotich   | KEN  | 2:32.49 |
| Brons  | Dagmar Rabensteiner | AUT  | 2:35.42 |
| 4      | Aniela Nikiel       | POL  | 2:35.57 |
| 5      | Rodica Chirita      | ROU  | 2:39.31 |
| 6      | Iulia Olteanu       | ROU  | 2:40.14 |
| 7      | Anna Hansson        | SWE  | 2:55.07 |
| 8      | Renate Einfalt      | AUT  | 2:56.15 |
| 9      | Marlies Meyer       | GER  | 2:56.38 |
| 10     | Dora Fekete         | HUN  | 2:57.38 |

1984 ·
1985 ·
1986 ·
1987 ·
1988 ·
1989 ·
1990 ·
1991 ·
1992 ·
1993 ·
1994 ·
1995 ·
1996 ·
1997 ·
1998 ·
1999 ·
2000 ·
2001 ·
2002 ·
2003 ·
2004 ·
2005 ·
2006 ·
2007 ·
2008 ·
2009 ·
2010 ·
2011 · 
2012 ·
2013 ·
2014 ·
2015 ·
2016 ·
2017 ·
2018 ·
2019 ·
2020 ·
2021 ·
2022 ·
2023 ·
2024